# Enköping (commune)
La commune d'Enköping est une commune suédoise du comté d'Uppsala. Environ 46100  personnes y vivent (2020). Son siège se situe à Enköping.

## Localités principales
- Enköping
- Fjärdhundra
- Grillby
- Haga
- Hummelsta
- Lillkyrka
- Örsundsbro